# Андреєва-Горбунова Олександра Азарівна
Андре́єва-Горбуно́ва (Оша́хміна) Олекса́ндра Аза́рівна (*1887 — †17 липня 1951) — одна з керівників органів ОДПУ-НКВС, майор державної безпеки.
Народилась 1887 року в місті Сарапул В'ятської губернії в родині священників. В 1905 році стала членом партії РСДРП. Після 1917 року працювала культпропагандним працівником та завідувачкою підвідділу статистики у відділі праці Слободського повітового виконкому В'ятської губернії. З березня 1919 року співробітник для доручень, інспектор-інструктор Розвідуправління РККА. В органах безпеки з жовтня 1921 року — помічник начальника СО ВЧК-ДПУ з слідства, заступник начальника СО-СПО ОДПУ-НКВС СРСР Георгія Молчанова. 1926 року отримала іменовану бойову зброю, в 1927 та 1932 роках отримала знак «Почесний чекіст». В 1936—1938 роках — помічник Особливоуповноваженого НКВС СРСР. До квітня 1937 року завідувала роботою слідчих ізоляторів ОДПУ-НКВС.
Звільнена в травні 1938 року з органів НКВС за хворобою. Заарештована 5 грудня 1938 року та засуджена Військовою Колегією (ВК) Верховного Суду (ВС) СРСР 4 травня 1939 року до 15 років позбавлення свободи та 5 років втрати в правах. Померла 17 липня 1951 року в Інтинському ВТТ. Реабілітована ВК ВС від 29 червня 1957 року.